# Lotfia ElNadi
Lotfia ElNadi (en arabe : لطفية النادي ; née le 29 octobre 1907 et morte en 2002 au Caire) est une aviatrice égyptienne.
Elle fut l'une des premières aviatrices égyptiennes, arabes et africaines.

## Biographie
Elle est née en 1907 dans une famille aisée,.
Encouragée par sa mère, elle étudie à l'American Girl's College of Cairo (plus tard renommé Ramses College for Girls (en)), un établissement américain tenu par des presbytériens,. Leur programme est réputé moderne pour l’époque, et axé sur l’apprentissage des langues.
En 1933, elle obtient son brevet de pilote sur un biplan et participa à une course entre Le Caire et Alexandrie,.
Lotfia ElNadi a arrêté sa carrière d'aviatrice au bout de cinq ans pour raisons médicales. Elle était alors une pilote accomplie.
Elle est morte au Caire en 2002, après avoir vécu dans différents pays dont la Suisse et le Canada pour s'y soigner.

## Autres sources
- Feminists, Islam and Nation Par Margot Badran, 1996
- L'Égyptienne, revue de l'Union féministe égyptienne, numéro de décembre 1933 et mai 1934
- New Zealand Herald, 29 mai 1934
- The Powder Puff Derby of 1929, p 285, par Gene Nora Jessen